# Phyllonorycter macrantherella
Phyllonorycter macrantherella är en fjärilsart som först beskrevs av Kuznetzov 1961.  Phyllonorycter macrantherella ingår i släktet guldmalar, och familjen styltmalar.
Artens utbredningsområde är:
- Armenien.
- Turkiet.
- Ukraina.

Inga underarter finns listade i Catalogue of Life.